# Stockwerkseigentum
Stockwerkeigentum oder Stockwerkseigentum bedeutet das im Grundbuch eingetragene Eigentum an einem Stockwerk in einem Haus. In Deutschland und Österreich wird überwiegend Stockwerkseigentum geschrieben, während in Liechtenstein und der Schweiz die Schreibweise Stockwerkeigentum (ohne „s“) üblich ist.
Stockwerkseigentum nach gegenwärtig geltendem Recht gibt es in der Schweiz und im Fürstentum Liechtenstein. Zu unterscheiden davon ist das altrechtliche Stockwerkeigentum nach dem jeweiligen früheren Recht, das es in Deutschland, Österreich, der Schweiz und dem Fürstentum Liechtenstein gab.
Stockwerkseigentum ist in der Praxis ein Kompromiss zwischen Alleineigentum (z. B. Eigenheim) und Kollektiveigentum und kann dementsprechend die Vorteile und auch die Probleme beider Eigentumsformen beinhalten. Im Gegensatz zum hellenistischen und germanischen Recht kannte das Römische Recht kein Stockwerkeigentum. Eine ähnliche Wirkung wie beim Stockwerkseigentum wurde für den Rechtsverkehr im Römischen Recht z. B. durch die Begründung eines Erbbaurechtes und erst später durch Ausnahmevorschriften ermöglicht.
Die Grundsätze des Nachbarrechtes sind auch bei Stockwerkeigentum sinngemäß anwendbar.

## Stockwerkseigentum

### Deutschland
In Deutschland gab es in der Zeit vor Inkrafttreten des Bürgerlichen Gesetzbuchs (BGB) im Jahre 1900 das Stockwerkseigentum, das nach Inkrafttreten des BGB bestehen blieb (Art. 182 EGBGB), aber nicht mehr neu begründet werden kann. Das Rechtsverhältnis der Beteiligten untereinander bestimmt sich auch jetzt noch nach den vor 1900 in Geltung gewesenen (Landes-)Gesetzen. Stockwerkseigentum nach bayerischem Landesrecht erlischt mit Abbruch des Gebäudes. Kein Stockwerkseigentum ist das Wohnungseigentum nach dem Wohnungseigentumsgesetz, das 1951 in Kraft getreten ist.

### Österreich
Real geteiltes Stockwerkeigentum kann heute in Österreich nicht mehr neu begründet werden. In Österreich ist real geteiltes Stockwerkseigentum seit der Erlassung des Gesetzes vom 30. März 1879 betreffend die Theilung von Gebäuden nach materiellen Antheilen zur Begründung nicht mehr zugelassen (§ 1). Der Geltungsbereich des Gesetzes wurde auch auf Tirol und Vorarlberg ausgedehnt. Bereits bestehendes Stockwerkeigentum ist allerdings noch gültig.

### Schweiz
In der Schweiz wird der Begriff Stockwerkeigentum (französisch propriété par étages) verwendet. Er findet seinen Ursprung in Art 712a ff ZGB.
Stockwerkeigentum ist nach dem schweizerischen ZGB der Miteigentumsanteil an einem Grundstück, der dem Miteigentümer das Sonderrecht gibt, bestimmte Teile eines Gebäudes ausschließlich zu benutzen und innen auszubauen. Der Stockwerkeigentümer ist in der Verwaltung, Benutzung und baulichen Ausgestaltung seiner eigenen Räume frei, darf jedoch keinem anderen Stockwerkeigentümer die Ausübung des gleichen Rechtes erschweren und die gemeinschaftlichen Bauteile, Anlagen und Einrichtungen in keiner Weise beschädigen oder in ihrer Funktion und äußeren Erscheinung beeinträchtigen (Art 712a ZGB). Beim sog. qualifizierten Miteigentum bestehen neben dem einfachen (gewöhnlichen) Miteigentum, das die Stockwerkeigentümer an der gesamten Sache haben, noch Sonderrechte (kein Sondereigentum  oder Alleineigentum  am Stockwerk). Diese dinglich wirkenden Sonderrechte berechtigen den jeweiligen Inhaber, grundsätzlich jeden anderen Miteigentümer und auch Dritte von der Vertretung, vom Gebrauch, der Nutzung und Benutzung der Miteigentumssache, soweit dies vom Sonderrecht umfasst wird, auszuschließen und die ihm zugewiesenen Räume innen baulich frei aus- und umzugestalten.
Das Stockwerkeigentum ist kein real geteiltes Stockwerkeigentum im tatsächlichen Sinn des Wortes. Es handelt sich vielmehr beim Stockwerkeigentum um „qualifiziertes“ Miteigentum, das den Rechtsinstituten „Wohnungseigentum“ in Österreich und Deutschland deutlich näher steht als dem real geteilten Stockwerkeigentum im germanischen oder hellenistischen Recht.

### Liechtenstein
Auch in Liechtenstein wird der Begriff Stockwerkeigentum verwendet. Er findet seinen Ursprung in Art 170 SR.
Die Regelungen im liechtensteinischen Sachenrecht (Art 170a SR) entsprechen denen im schweizerischen ZGB.

## Stockwerkeigentümergemeinschaft

### Schweiz
Das schweizerische Bundesgericht ist der Rechtsansicht, dass die Stockwerkeigentümergemeinschaft teilrechtsfähig ist, indem sie „gewisse körperschaftliche Züge“ und „im Bereich der gemeinschaftlichen Verwaltung eine beschränkte Vermögens- und Handlungsfähigkeit mit entsprechender Prozess- und Betreibungsfähigkeit“ aufweist. Es handle sich bei der schweizerischen Stockwerkeigentümergemeinschaft um eine gesetzlich angeordnete „Rechtsgemeinschaft des Sachenrechts“, die zur Wahrung der Interessen der Stockwerkeigentümer besteht, jedoch nach herrschender Lehre und Rechtsprechung in der Schweiz nicht um eine juristische Person.
In der Schweiz wurde auch anlässlich der Einführung der Rechtsinstituts des Stockwerkeigentums ausdrücklich die Rechtsfähigkeit der Stockwerkeigentümergemeinschaft ausgeschlossen.

### Liechtenstein
In Liechtenstein wurde nicht, wie in der Schweiz, anlässlich der Rezeption der Bestimmungen über das Stockwerkeigentum ein Vorbehalt über die Möglichkeit der Qualifikation der Stockwerkeigentümergemeinschaft als teilrechtsfähige juristische Person abgegeben.
Die Ausgestaltung der Stockwerkeigentümergemeinschaft im liechtensteinischen SR zeigt deutlich die körperschaftliche Ausgestaltung und die grundsätzliche Anerkennung der Teilrechtsfähigkeit.
Daher ist für Liechtenstein, wie auch in Deutschland und Österreich, davon auszugehen, dass die Stockwerkeigentumsgemeinschaft in diesem Rahmen eine juristische Person darstellt und diese juristische Person Teilrechtsfähigkeit hat, welche sie befähigt, eigenständig Rechte zu erwerben und Pflichten einzugehen (siehe Art 170l SR).
Gemäß Art 933 PGR sind die Bestimmungen der dort geregelten „einfachen Rechtsgemeinschaften“ zudem auf einige Miteigentums- und die Stockwerkeigentumsgemeinschaft mit bestimmten, ideellen Quoten (Art 933 Abs. 1 erster Fall PGR) und alle übrigen Gemeinschaften (Art 933 Abs. 3 PGR) subsidiär heranzuziehen (nicht jedoch für die Gesamthand – Art 933 Abs. 2 PGR, die persönlichen Gemeinschaften, wie z. B. Erbengemeinschaft und die Gütergemeinschaft etc. – Art 933 Abs. 1 zweiter und dritter Fall PGR).
Auf einige Miteigentümergemeinschaften und die Stockwerkeigentumsgemeinschaft sind somit neben den bürgerlich-rechtlichen Normen des SR und des FL-ABGB auch gesellschaftsrechtliche Normen des PGR anzuwenden, auf andere hingegen nur die Normen des Sachenrechts (SR) und FL-ABGB.

## Neuere Entwicklungen
Das System des Stockwerkseigentums und des Miteigentums zu Wohnzwecken wird derzeit in der Schweiz und in vielen anderen Ländern als zu wenig weitgehend befunden, und es gibt seit einigen Jahrzehnten Überlegungen, ein „kleines Wohnungseigentum“ zu schaffen. Dies könnte z. B. im Rahmen des Baurechts („Raumrecht“ – Art 779m – 779r ZGB) erfolgen oder im Rahmen des Stockwerkeigentums („Raumeigentums“ – Art 712a ff ZGB). Auch andere Systeme eigentumsähnlicher Mietrechte sind bekannt und wurden bzw. werden untersucht (z. B. Wohneigentumsförderungsstrukturen des Gemeinwesens in Australien, Wohneigentumsfinanzierungsmodelle in den USA wie z. B. Housing Partnerships etc.).
Dabei sollen die heutigen Mieter mit geringerer Finanzkraft in die Lage versetzt werden, Wohnungseigentum dauerhaft oder auf Zeit zu erwerben. Zur Verwirklichung wurden verschiedene System durchdacht, die auch z. B. eine Vermischung von Mietrecht mit Sachenrecht oder die Vermischung von Stockwerk- und Miteigentumsregeln zur Folge hätten.